# Meliphaga
Meliphaga é um género de ave da família Meliphagidae.
Este género contém as seguintes espécies:
- Meliphaga albilineata
- Meliphaga albonotata
- Meliphaga analoga
- Meliphaga aruensis
- Meliphaga flavirictus
- Meliphaga gracilis
- Meliphaga mimikae
- Meliphaga montana
- Meliphaga notata
- Meliphaga orientalis
- Meliphaga reticulata
- Meliphaga vicina
- Lewin's Honeyeater